# USB-Hub

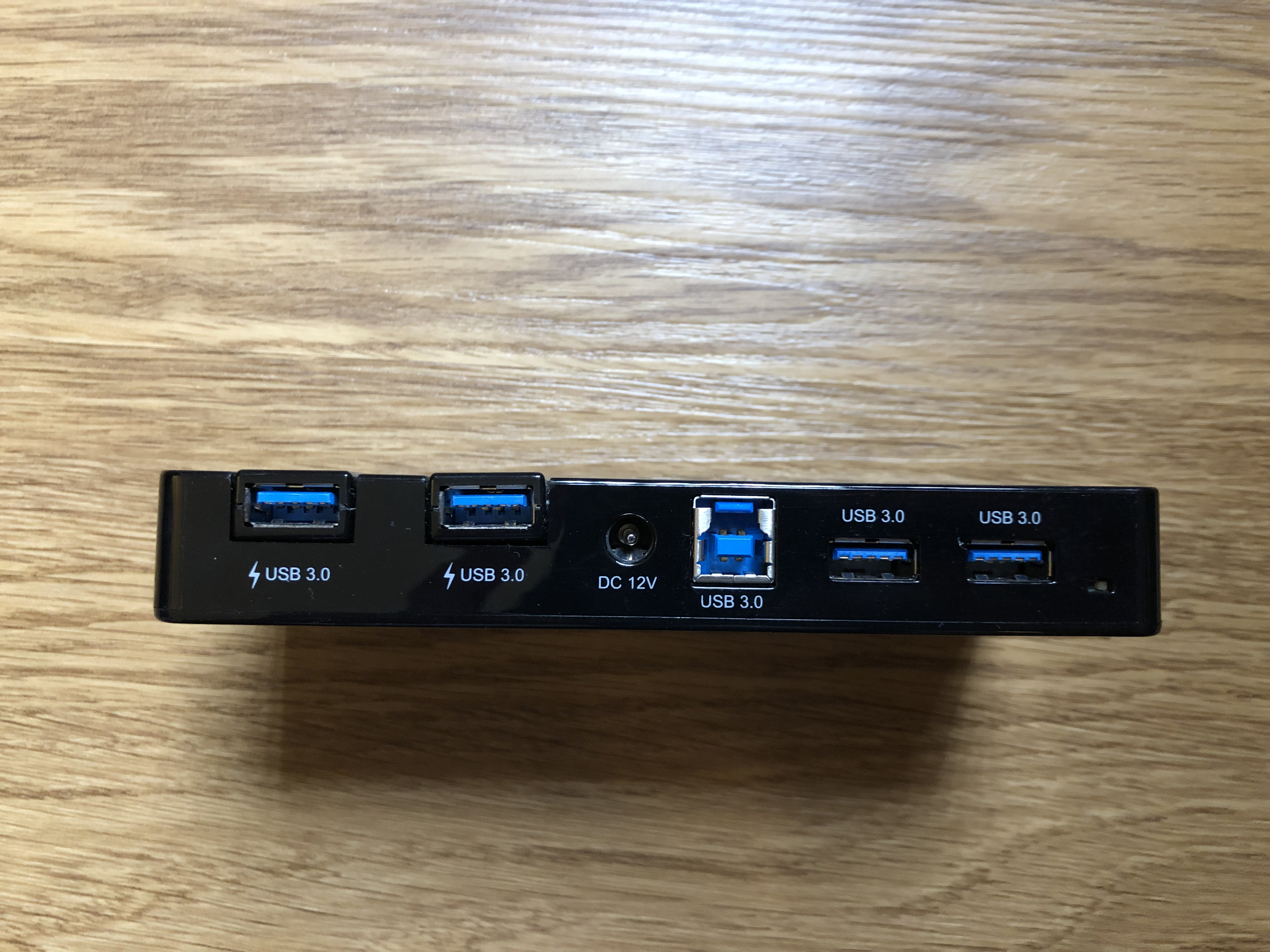
4-Port-USB-3.0-Hub mit eigener Stromversorgung (self powered, Hohlstecker-Netzteilbuchse mittig)

Ein USB-Hub (englisch hub [hʌb] „Nabe“) ist ein USB-Gerät, welches das USB-Signal an mehrere Ports verteilt, ähnlich einem Netzwerk-Hub. Handelsüblich sind USB-Hubs mit bis zu sieben Downstream-Ports, vereinzelt sind aber inzwischen auch Hubs mit bis zu 28 Ports zu finden.

## Allgemeines

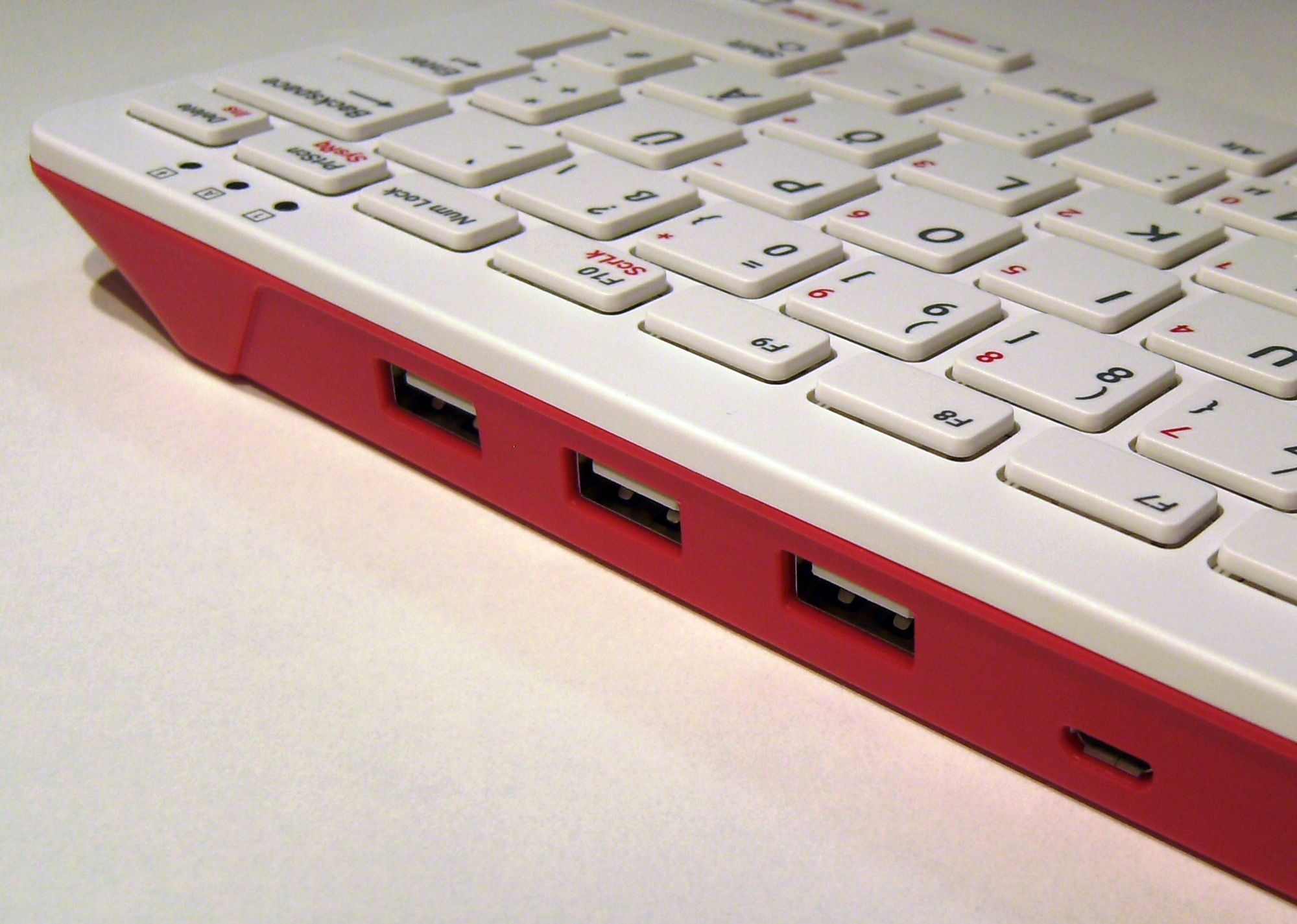
3-Port-USB-Hub in der Tastatur des Raspberry Pi

Hubs können ihre Energie aus dem Bus selbst beziehen (als Bus-Powered- oder passiver Hub bezeichnet) oder über eine eigene Stromversorgung (Netzteil) verfügen (als Self-Powered- oder aktiver Hub bezeichnet). Die meisten Self-Powered-Hubs werden über ein Steckernetzteil mit Strom versorgt. Manche Computermonitore haben auch einen USB-Hub eingebaut, der über die Stromversorgung des Monitors mitgespeist wird. Self-Powered-Hubs haben den Vorteil, dass jedes an sie angeschlossene Gerät bis zu 500 Milliampere Strom beziehen kann. Bei Bus-Powered-Hubs dürfen der Hub und alle an ihn angeschlossenen Geräte gemeinsam maximal 500 Milliampere beziehen. Hybride Self- und Bus-Powered-Hubs sind möglich – der Hub ist dann Self-Powered, wenn ein Netzteil an ihn angeschlossen ist, ansonsten Bus-Powered. Manche Tastaturen verfügen über ein integriertes Self-Powered-Hub; Ein Port wird dabei von der über USB angeschlossenen Tastatur belegt.
Bei der Verschachtelung von Hubs werden die Grenzen durch die maximal 127 möglichen USB-Geräte pro root-hub und durch die Signallaufzeit festgelegt – jeder Hub erhöht die Laufzeit, die Verschachtelungstiefe ist auf maximal fünf (Hub-)Ebenen unterhalb des Hostcontrollers beziehungsweise des Root-Hub begrenzt. Die maximale Distanz zwischen zwei mit USB verbundenen Geräten liegt wegen der Beschränkung von fünf Meter pro USB-Kabel bei 30 Metern – sechs Kabel mit je fünf Metern Länge und dazwischen fünf Hubs.
Bei integrierten Schaltkreisen für USB-Hubs dominiert die Ausstattung mit vier Ports (das gilt insbesondere für Bausteine in eher preisgünstigen Hubs). Wird eine größere Anzahl von USB-Anschlüssen benötigt, können mehrere Bausteine kaskadiert werden. Infolgedessen belegt ein solcher Hub mehrere USB-Adressen und ist gleichbedeutend mit mindestens zwei hintereinander geschalteten Hubs.

## USB 2.0 und Hubs
Low-, Full- und Hi-Speed-Geräte lassen sich an einem USB-2.0-Host fast beliebig mischen, ohne dass Geschwindigkeitsnachteile entstehen. Hubs nach dem USB-1.x-Standard können an USB-2.0-Hosts verwendet werden. Geräte, die direkt oder indirekt an einen solchen Hub angeschlossen werden, können allerdings lediglich die Geschwindigkeit Full Speed erreichen, also 12 Mbit/s. Ein USB-2.0-Host und ein USB-2.0-Hub kommunizieren immer mit Hi-Speed, selbst wenn an dem Hub Low- oder Full-Speed-Geräte angeschlossen sind. Es ist Aufgabe des Hubs, die Daten dieser Geräte in das Hi-Speed-Protokoll zu verpacken, dazu hat er einen oder mehrere Transaction Translators eingebaut. Die Anzahl der Transaction Translators bestimmt, wie viele langsame Geräte an einen USB-2.0-Hub angeschlossen werden können, ohne sich gegenseitig auszubremsen. Wird diese Zahl überschritten, so bricht die Datenrate aller an diesen Host angeschlossenen Low-Speed- und Full-Speed-Geräte auf Geschwindigkeiten deutlich unter denen eines USB-1.1-Hosts ein; der Durchsatz von Hi-Speed-Geräten am selben Hub bleibt jedoch unbeeinflusst. An der Spezifikation des Stromverbrauchs hat sich bei USB 2.0 im Vergleich zu USB 1.1 nichts geändert.

## USB 3.0 und Hubs

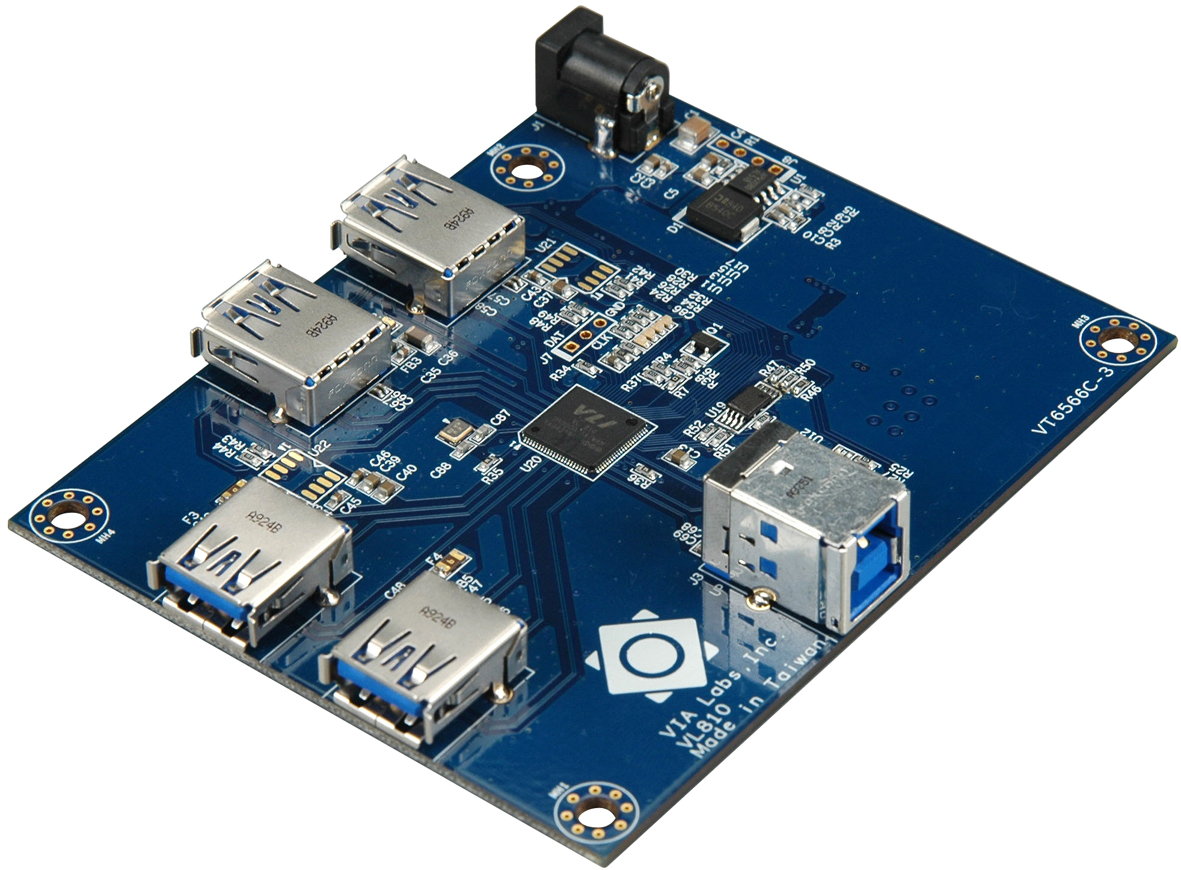
Demo-Board mit VL810 (4-Port-USB-3.0-Hub)

Unter USB 3.0 gibt es ein neues Hub-Konzept. Hubs bestehen aus zwei Unter-Hubs. Der eine ist speziell für den neuen SuperSpeed-Modus zuständig, der andere für die bisherigen Geschwindigkeitsmodi (Low Speed, Full Speed, Hi-Speed). Erst an den Ports werden beide Teile zusammengeführt. Im Dezember 2009 hat das Unternehmen VIA Technologies die ersten Chips für USB-3.0-Hubs vorgestellt. Der VL810 genannte Chip ist mit allen Geschwindigkeitsmodi kompatibel.

## Galerie

verschiedene USB-Hubs
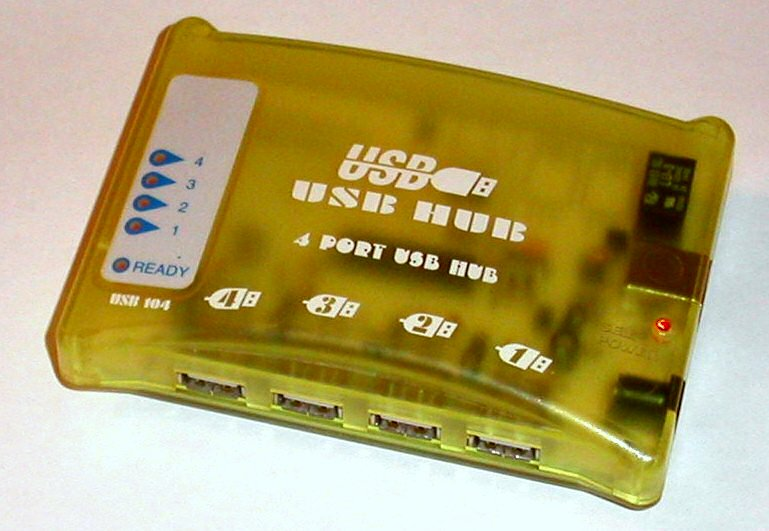
4-Port-Hub mit eigener Stromversorgung (self powered, Netzteilbuchse rechts)
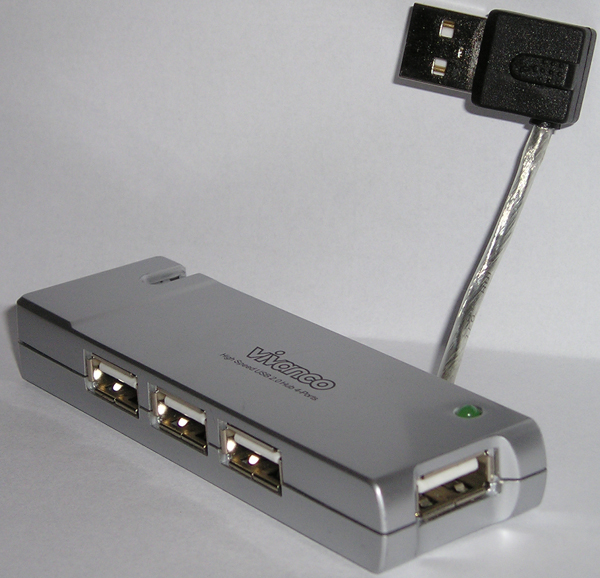
4-Port-Hub mit Stromversorgung aus dem Bus (bus powered; Vivanco)
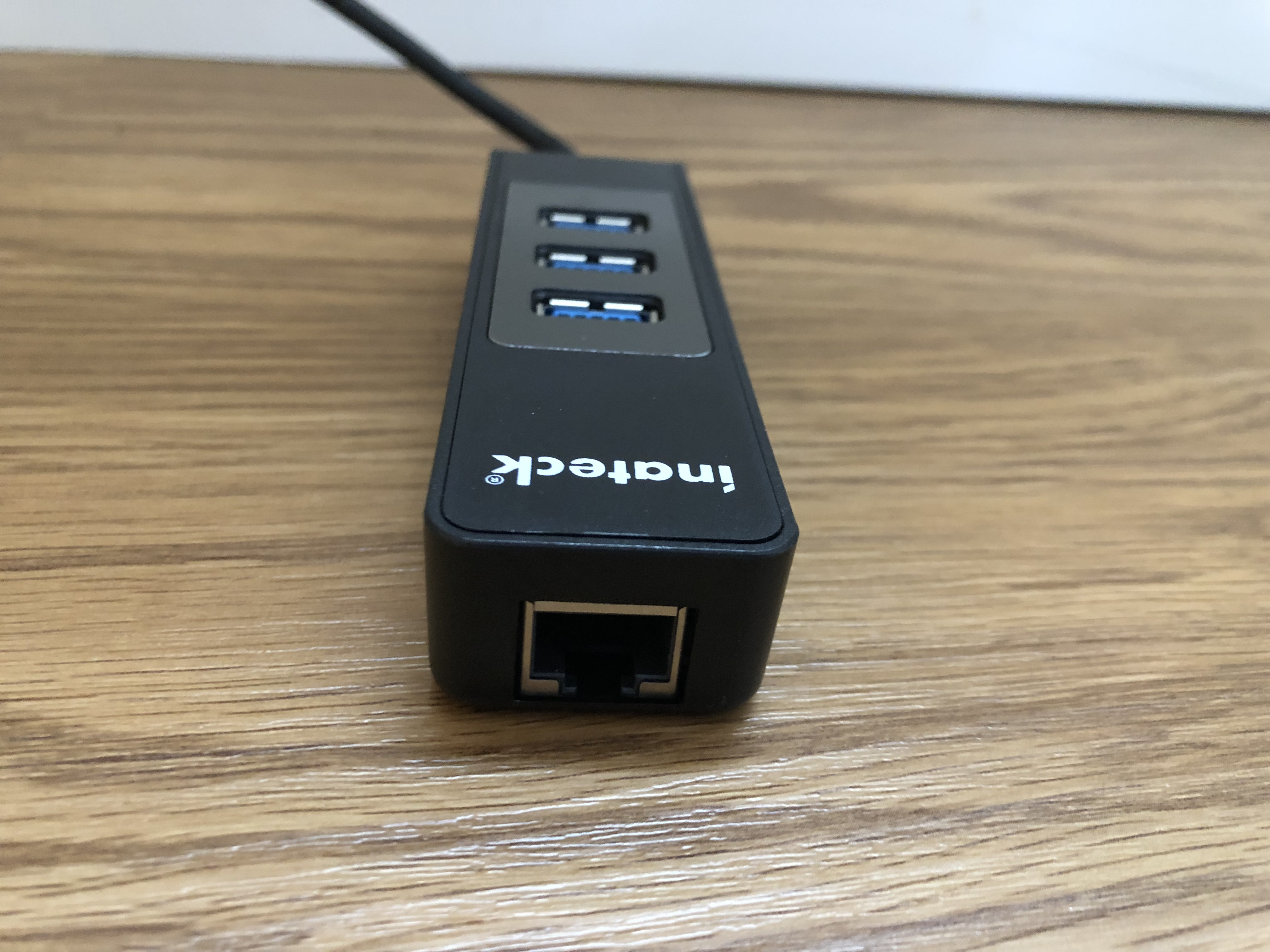
3-Port-Hub mit integrierter USB-Netzwerkkarte
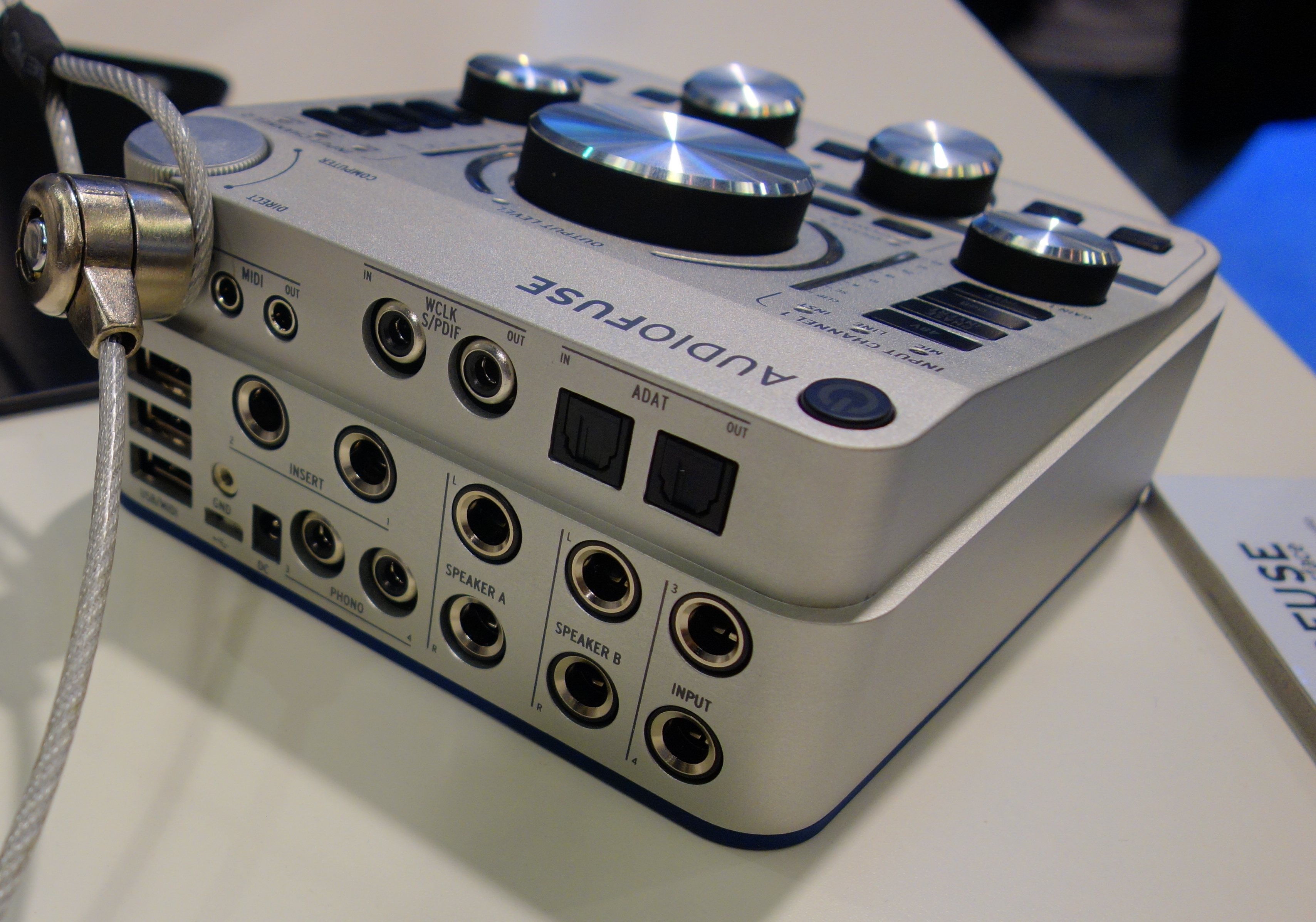
Rückseite des Arturia AudioFuse mit integrierten 3-Port-Hub
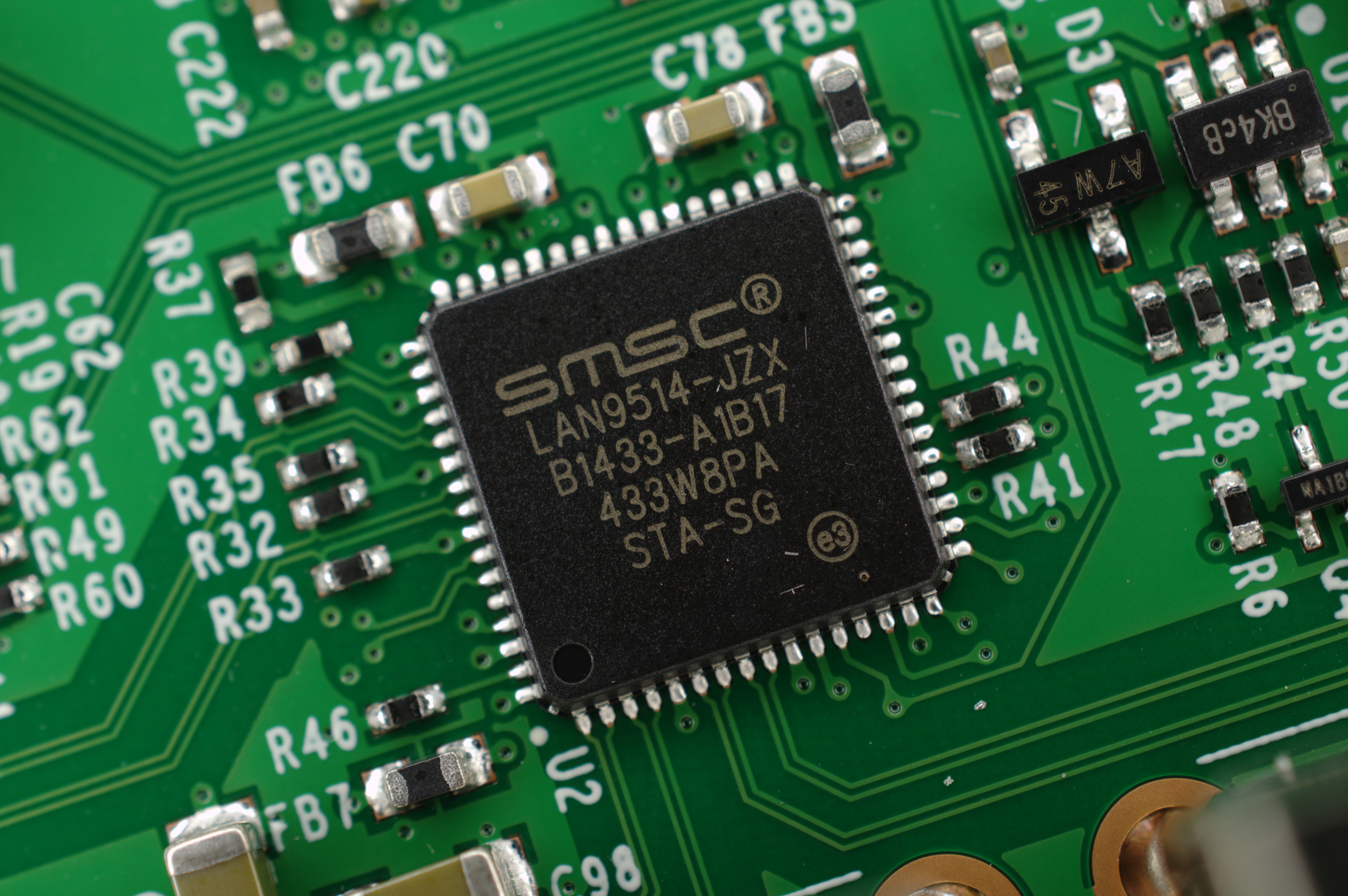
SMSC LAN9514 Netzwerk-4-Port-USB-Hub-Controller auf dem Raspberry Pi 3